# Sicardo da Cremona
Sicardo (o Siccardo) (Cremona, 1155 circa – Cremona, 8 giugno 1215) è stato un vescovo cattolico, storico e scrittore italiano.

## Biografia
Nato verso il 1155, nella diocesi di Cremona, da famiglia cremonese, presumibilmente dei Casalaschi, studiò diritto a Bologna e Magonza, tornò a Cremona, divenne nel 1183 suddiacono ordinato da papa Lucio III, poi divenne vescovo nel 1185. Si adoperò da subito in favore della città nella questione del possesso di Crema, cooperando alla fondazione di fortificazioni Il 18 aprile 1188, Sicardo, vescovo di Cremona, posa la prima pietra di un nuovo castello a difesa di Cremona, un avamposto verso Crema, il Castrum Leonis, oggi Castelleone. Successivamente contribuì a fondare i forti di Fornovo, presso Soncino, e di Genivolta (1197). Si rammenta la fondazione di chiese plebane (fra cui quella di Bonemerse nel 1213).
Intrecciò la propria vita con Sicardo, Sant'Omobono di Cremona. Il laico Omobono Tucenghi, mercante di stoffe, spirò nella chiesa di Sant'Egidio, all'alba del 13 novembre 1197. Nell'ottobre 1198 il vescovo Sicardo si recò a Roma con una delegazione di cittadini cremonesi per perorare la causa di santità del concittadino presso il papa Innocenzo III, il quale il 12 gennaio 1199 iscrisse il nome di Omobono nel «catalogo dei santi». Fu il primo santo laico della Chiesa romana. Nel 1203 andò in Oriente al seguito del legato pontificio cardinale Pietro di Capua; durante la Quarta crociata si trovò a Costantinopoli. Tornato in patria nel 1205 appoggiò a Cremona Federico II contro Ottone IV di Brunswick.
Sulla fine del 1205 era di ritorno a Cremona, dove tentò di sopire le lotte intestine fra il popolo nuovo detto dei cittanova, stretto nella sua società, e i nobili o militi, con la sentenza arbitrale da lui pronunziata nel 1210, il cosiddetto "Lodo di Sicardo". Per uscire dalla crisi del 1209, quando a Cremona siedono due podestà, Matteo II da Correggio per il Comune, e Guglielmo Mastalia per il Cittanova, Sicardo propone l'arbitrato (in realtà composto da un consiglio di circa quindici ecclesiastici della città). L'11 marzo 1210, sui gradini della cattedrale, davanti al popolo cremonese, all'assemblea generale della città, richiamata dal suono unisono delle campane e delle trombe, fu solennemente proclamato l'accordo: i "populares", la nuova forza economica della città di origini non nobili, ottengono un terzo dei seggi di tutti gli uffici (magistrature) e gli onori del comune, annuali e non.

## Opere
- Chronica Universalis, una storia universale dalla creazione al 1213, ad essa attinse largamente Salimbene de Adam per la sua Chronica;
- Summa Canonum (Magonza 1179-1181), raccolta di canoni;
- Apologia Sichardi, libro contro i suoi detrattori;
- Mitrale (in 9 libri) opera sulla liturgia ecclesiastica, in cui si analizza simbolicamente una cattedrale e si spiega come si consacra;
- Cum orbita solis, vita di sant'Omobono di Cremona.

### Manoscritti
- Summa Decreti, XII-XIII secolo, München, Bayerische Staatsbibliothek, Codices latini monacenses, Clm 4555,  ff. 1r-80v.
  -  Summa Decreti, XIV secolo, Milano, Biblioteca Ambrosiana, Fondo manoscritti, ms. M 64 sup. (2),  ff. 1r-94v.
- Brocarda De praesumptionibus, XIII-XIV secolo, Città del Vaticano, Biblioteca Apostolica Vaticana, Fondo borghese latino, Borgh. 287,  ff. 1r-8v.
- Codex Sicardi manoscritto attribuito a Sicardo da Cremona, sui privilegi della chiesa locale, conservato presso la biblioteca statale di Cremona.